# ZTE Aréna
A ZTE Aréna egy 11 200 személyes stadion Zalaegerszegen, ahol kizárólag labdarúgó-mérkőzéseket játszanak. A férőhelyek közül mindegyik ülőhely és mind fedett is. A nézőcsúcs 22 000 fő volt, 1972. október 22-én egy ZTE – Újpesti Dózsa bajnoki mérkőzésen, amely 1:1-re végződött.

## Története
A 2002-es bajnoki cím után a kormány egy 720 + 400 millió forintos támogatást adott, ami kiegészült egy 360 milliós önkormányzati önrésszel is. Az így összejött 1 milliárd 480 millió forintból nemcsak a stadion három lelátóját építették át, hanem új futófolyosót építettek és a létesítmény szomszédságában elkészült két füves labdarúgó-edzőpálya is. A felújítást követően három oldalon fedett lelátókat alakítottak ki csőből készült szerkezettel, feszített ponyvás fedéssel. A 37 darab rácsos tartó mindegyike 27 méter hosszú.
2008. augusztus 28-án lejárt az északi tribünre szóló ideiglenes használatbavételi engedély; statikai problémákra hivatkozva balesetveszélyessé nyilvánították és lezárták.

## A stadionban játszott nemzetközi mérkőzések
| Dátum               | Hazai csapat     | Eredmény | Vendégcsapat     | Kiírás     | Nézőszám |
| ------------------- | ---------------- | -------- | ---------------- | ---------- | -------- |
| 1974. március 31.   | Magyarország     | 3 – 2    | Bulgária         | Barátságos | 20 000   |
| 1998. augusztus 19. | Magyarország     | 2 – 1    | Szlovénia        | Barátságos | 15 000   |
| 2004. április 25.   | Magyarország     | 3 – 2    | Japán            | Barátságos | 7000     |
| 2008. március 26.   | Magyarország     | 0 – 1    | Szlovénia        | Barátságos | 7500     |
| 2019. október 12.   | Magyarország U21 | 1 – 4    | Horvátország U21 | Barátságos | 1013     |

## Képek

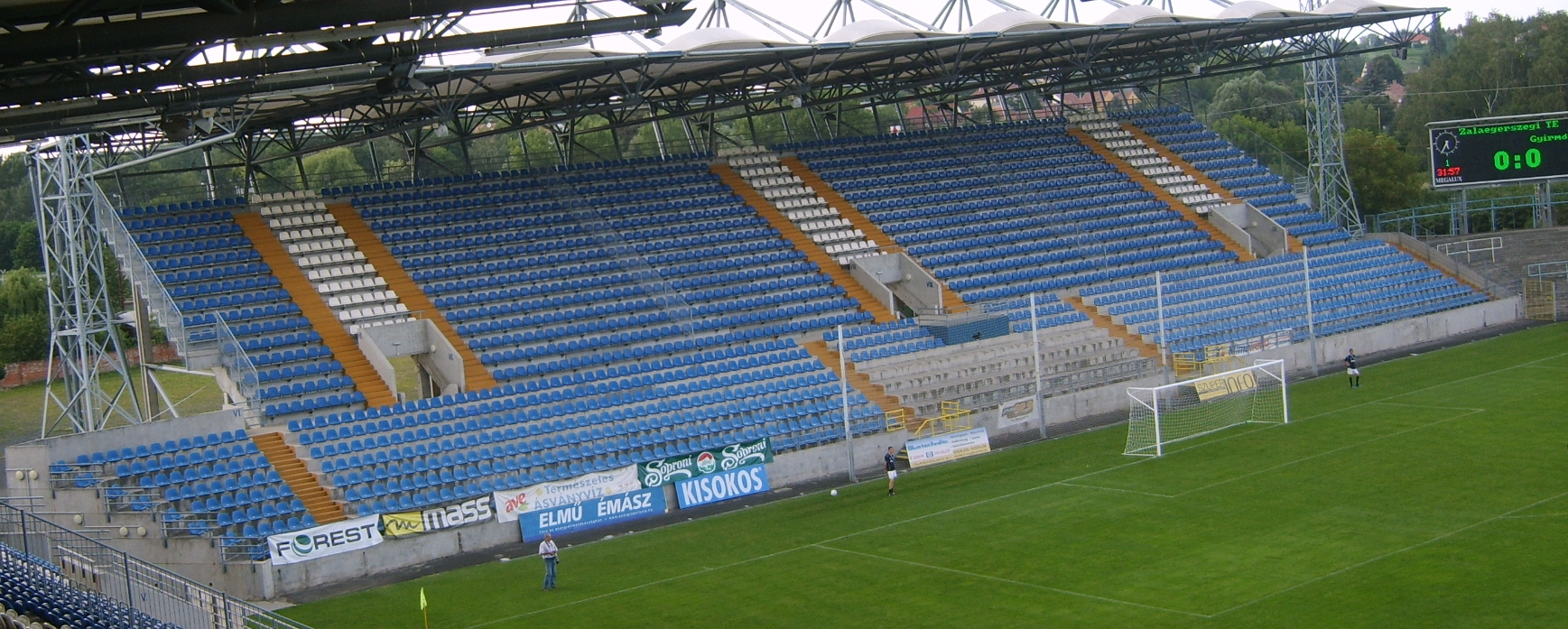
A nyugati lelátó, középen a szurkolói szektorral
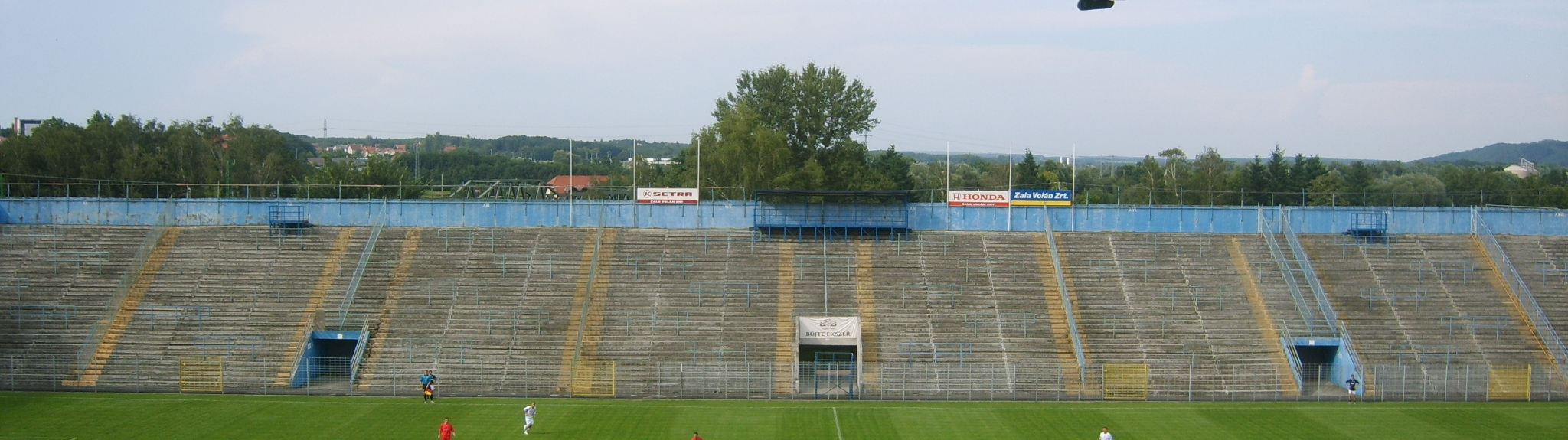
A lezárt északi tribün
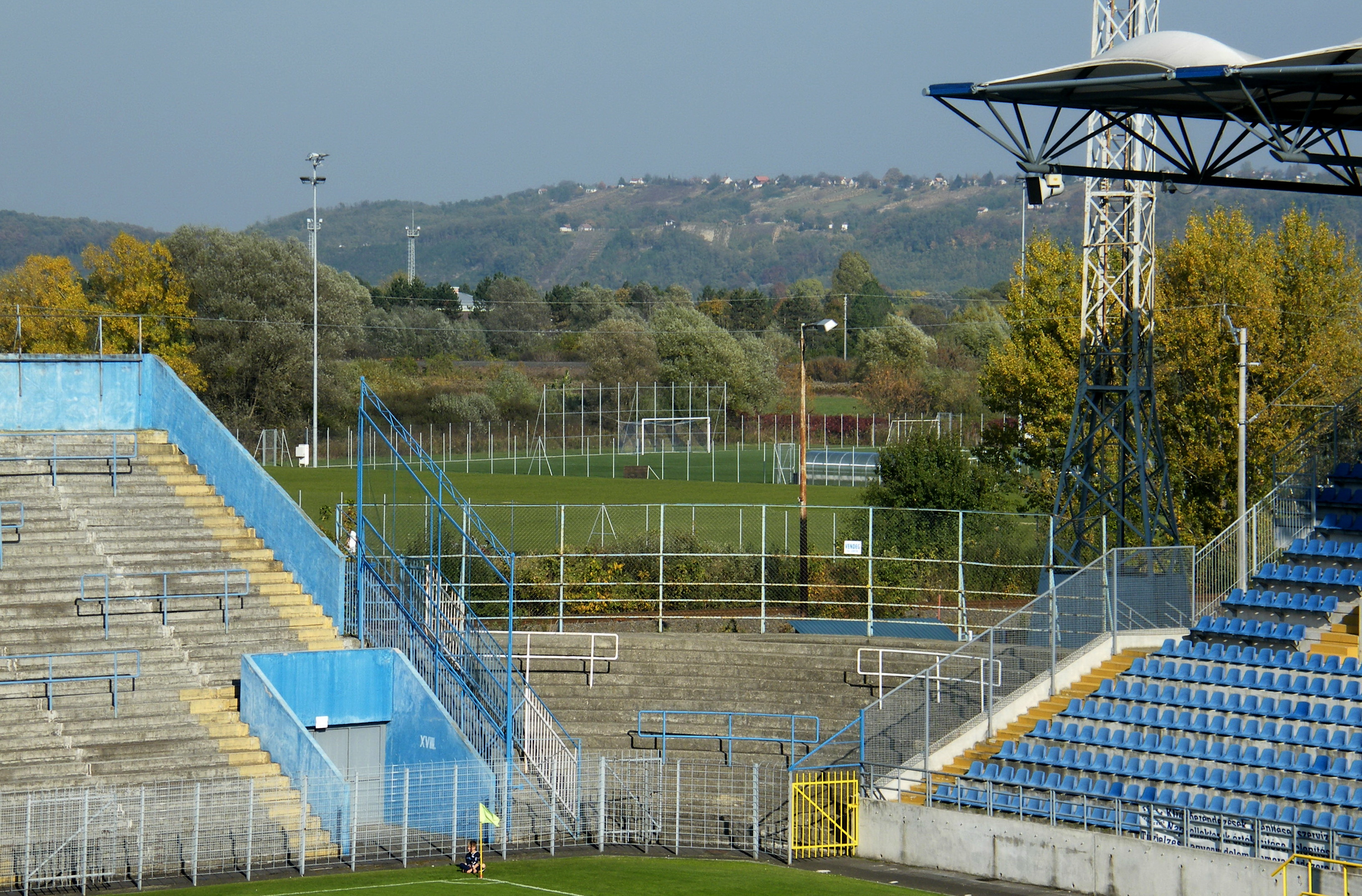
A vendégszektor
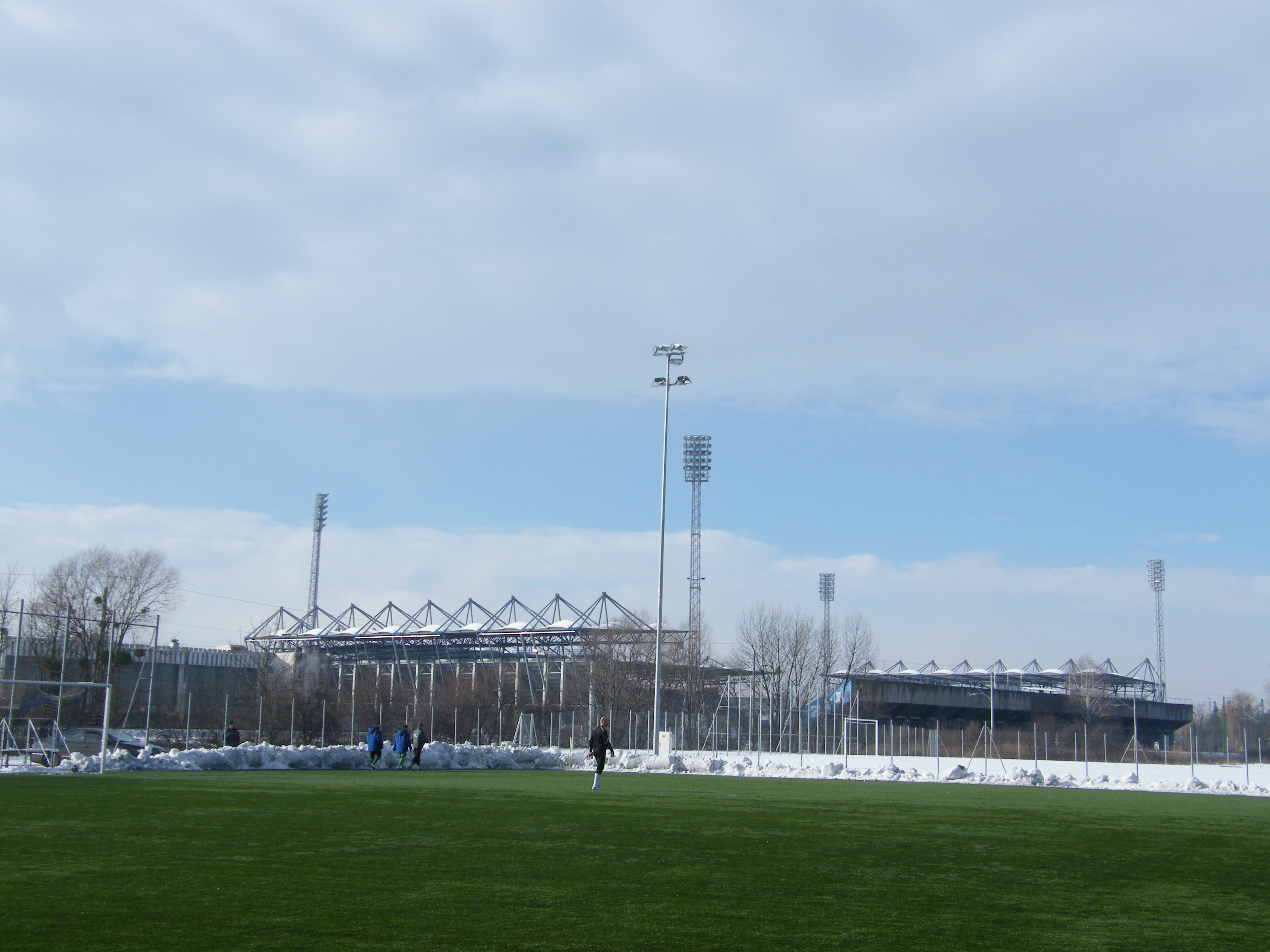
A stadion az edzőpályáktól nézve

## Külső hivatkozások
- ZTE Aréna a magyarfutball.hu-n